# Birger Furugård

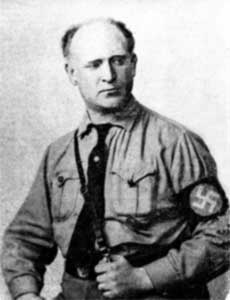
Fotografiado antes de la Segunda Guerra Mundial

Birger Furugård (1887-1961) fue un veterinario y político de extrema derecha sueco.

## Biografía
Nacido en 1887, sus hermanos Sigurd y Gunnar habían establecido contacto con el NSDAP en 1923 y creado la Liga Nacionalsocialista Sueca de la Libertad (Svenska Nationalsocialistiska Frihetsförbundet, SNF) un año más tarde, en 1924. De profesión cirujano veterinario, se convirtió en líder del Nuevo Partido Nacionalsocialista Sueco (Nysvenska Nationalsocialistiska Partiet, NSNP), formación resultado de la fusión de la SNF con otros grupúsculos fascistas; el partido se rebautizó como Partido Nacionalsocialista Sueco (Svenska Nationalsocialistiska Partiet, SNSP) en 1931. Furugård no pudo mantener la formación unida por mucho tiempo; en pugna interna con Sven Olov Lindholm, la facción afín a este último se escindió del SNSP en enero de 1933. Tras los pésimos resultados electorales del SNSP en las elecciones generales de 1936, Furugård disolvió el partido. Falleció en 1961.